# Sylvaine Dampierre
Pour les articles homonymes, voir Dampierre.
Sylvaine Dampierre est une documentariste française. Elle s'intéresse à l'identité et à l'ancrage (liens qui unissent la personne à la terre).

## Biographie
Sylvaine Dampierre suit des études de Lettres. Elle est diplômée de l'école nationale supérieure des arts décoratifs de Paris. Elle devient monteuse en cinéma.
En 1993, elle rejoint les Ateliers Varan, en tant que formatrice. En 2010, elle fonde avec Gilda Gonfier, Varan Caraïbe. Elle encadre en Guadeloupe des ateliers de formation en réalisation, montage et web documentaire.
Elle réalise quatre documentaires pour la série D’un jardin, l’autre. Ces films ont pour sujet des jardins ouvriers ou à vocation sociale. Dans L'île, elle suit un jardinier qui loue depuis 45 ans une parcelle à la pointe de l'île Saint-Germain. Ce jardin ouvrier fait face à l'ancienne usine Renault de Boulogne-Billancourt où il a travaillé toute sa vie. En 1999, Un enclos porte sur le jardin de la prison des femmes de Rennes. En 2000, elle réalise La Rivière des galets, documentaire sur un jardin d’insertion à l’île de la Réunion. En 2003, elle documente des jardins communautaires à New York.
En 2002, elle questionne Tchernobyl et ses conséquences, dans Pouvons-nous vivre ici ?.
En 2009, elle consacre son premier long métrage à la Guadeloupe, dont son père est originaire, avec Le Pays à l'envers. Elle retourne sur les terres d’enfance de son père. Elle mène l'enquête jusqu’à l’époque de l’esclavage. Elle remonte le cours du temps pour retrouver les traces de son nom. En 1848, au moment de l'abolition de l'esclavage, les esclaves deviennent citoyens. Les officiers de l'état civil leur attribuent arbitrairement un nom de famille.
En 2020, elle réalise Paroles de nègres. À Marie-Galante, les ouvriers de Grand-Anse mettent tout leur espoir dans le travail de la canne à sucre et le maintien de leur usine sucrière.

## Réalisations
- L'île, 58 minutes, série D’un jardin, l’autre, 1998
- Un enclos - Un jardin en prison, 75 minutes et 63 minutes, série D’un jardin, l’autre, 1999
- La Rivière des galets , 58 minutes, série D’un jardin, l’autre, 2000
- Green Guérilla, 62 minutes, série D’un jardin, l’autre, 2003
- Pouvons-nous vivre ici ?, 57 minutes, 2002
- Le Pays à l'envers, 90 minutes, 2009
- Paroles de nègres, 78 minutes, 2020

## Distinctions
- L'île
  - États généraux du film documentaire, Lussas, 1998
- Un enclos
  - Grand prix, Cinéfeuille, Festival du film jardins et paysages, Gaillac, 2005
  - Prix du patrimoine, Cinéma du réel, Paris, 1999
- Le Pays à l’envers
  - Prix du Patrimoine cinéma du Réel, Paris, 2008
  - meilleur documentaire Trophée des Arts Afro Caribéens, 2009
- Paroles de nègres
  - prix de la Critique internationale, festival Dok, Leipzig , 2021